# Bicameralismo perfetto
Il bicameralismo perfetto o paritario è una forma di bicameralismo in cui il potere legislativo viene esercitato da due camere rappresentative legislative paritarie (stessi compiti, gli stessi poteri derivanti dalla stessa rilevanza costituzionale).
L'espressione è però spesso usata impropriamente per descrivere unicamente il modo in cui le leggi vengono approvate: questo è limitativo, il termine "bicameralismo perfetto" fa riferimento a tutte le funzioni delle camere rappresentative, non solo alla funzione legislativa.
Stati con un bicameralismo perfetto sono l'Italia, la Svizzera, gli Stati Uniti d'America (dove però le Camere hanno alcune prerogative differenziate) e la Thailandia. Esempi invece di Stati con bicameralismo imperfetto, sono Regno Unito, Spagna, e Germania.

## Nel mondo

### Italia
In Italia, la Camera dei deputati e il Senato della Repubblica hanno gli stessi poteri e le stesse funzioni di attribuzione costituzionale. Vi sono comunque alcune differenze di composizione e di funzione tra Camera dei deputati e Senato della Repubblica.
- i deputati sono il doppio dei senatori elettivi (rispettivamente 630 e 315 sino alla XVIII legislatura, e 400 e 200 dalla XIX);
- nel Senato siedono anche alcuni senatori a vita: gli ex presidenti della Repubblica e fino ad ulteriori cinque cittadini, nominati dal presidente della Repubblica, che abbiano illustrato la Patria per altissimi meriti nel campo sociale, scientifico, artistico e letterario;
- l'elettorato passivo è diverso, essendo richiesti 40 anni per l'elezione a senatore e 25 per l'elezione a deputato (fino all'ottobre 2021 era differente pure l'elettorato attivo: la maggiore età per votare alla Camera e 25 anni per votare al Senato);
- i sistemi elettorali sono differenti. In particolare, mentre l'elezione dei deputati avviene su base nazionale, la Costituzione impone che quella dei senatori avvenga ripartendo i voti su base regionale.

Tali differenze tecniche non intaccano le funzioni e le prerogative delle Camere a norma di Costituzione.
Dopo l'entrata in vigore della Costituzione, in ambito accademico, politico e del dibattito pubblico in diverse occasioni sono state avanzate delle proposte per differenziare le funzioni di Camera e Senato. Nel 1983 il Parlamento costituì una Commissione bicamerale per le riforme istituzionali, presieduta dall'onorevole Aldo Bozzi (PLI): la proposta di riforma da esso elaborata non fu tuttavia portata dalle Camere in discussione. Nel 1997 fu costituita una nuova Commissione bicamerale, presieduta da Massimo D'Alema (PDS), che abbozzò una proposta per il superamento del bicameralismo paritario, sulla quale però non si trovò il necessario consenso tra le forze politiche. 
Nel 2005 il Parlamento italiano approvò a maggioranza assoluta una riforma costituzionale, proposta del Governo Berlusconi III, che prevedeva, oltre al resto, il superamento del bicameralismo paritario: sottoposta a referendum confermativo nel giugno 2006, essa non fu però confermata dal voto popolare. Analoga sorte ebbe la riforma costituzionale del 2016, promossa dal governo Renzi, anch'essa tendente al superamento del bicameralismo paritario: dopo l'approvazione delle Camere a maggioranza assoluta, fu sottoposta a referendum confermativo nel dicembre 2016, ma venne respinta dal voto popolare.

### Stati Uniti d'America

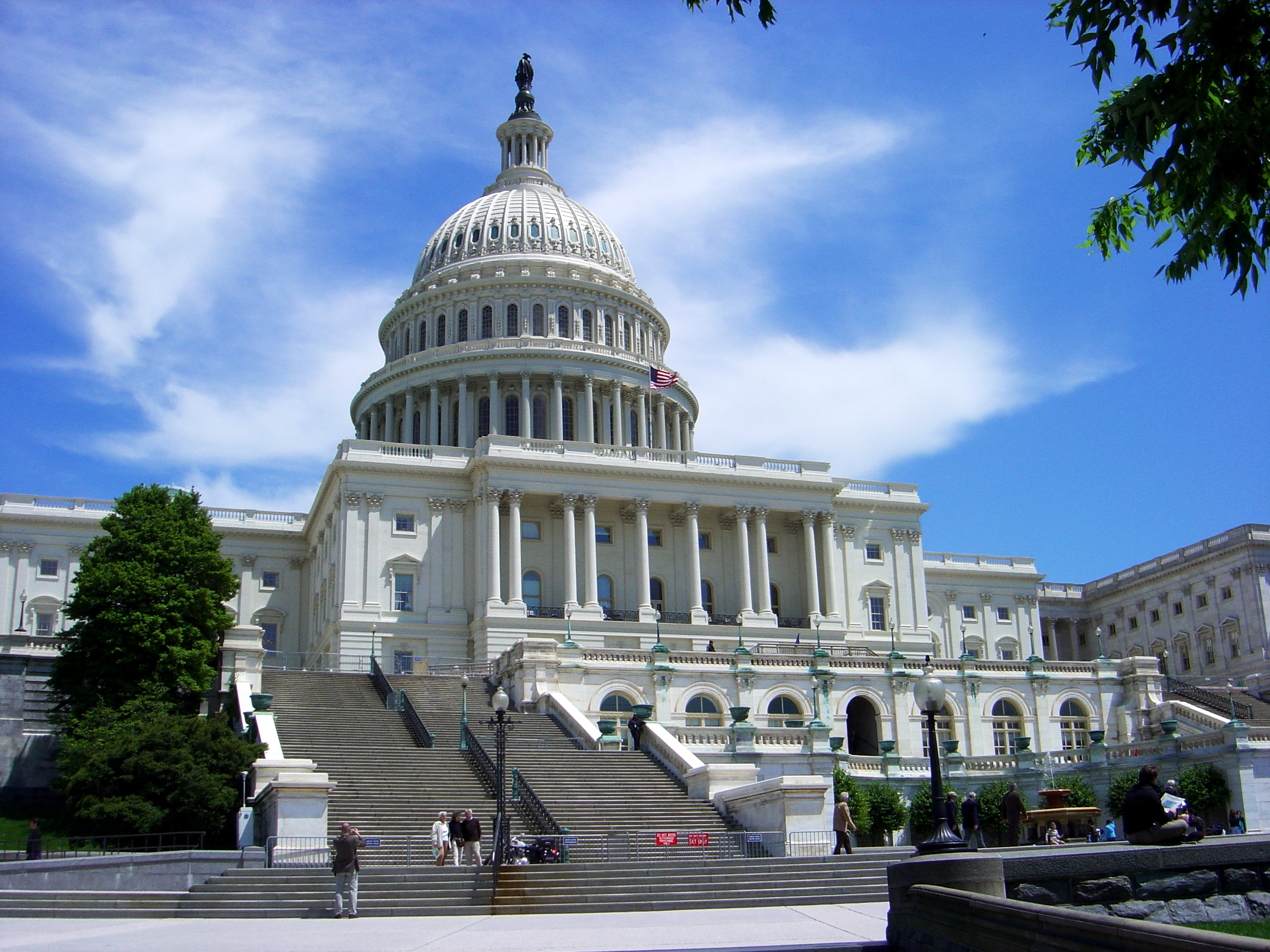
La sede del Senato degli Stati Uniti d'America

L'articolo 1 della Costituzione degli Stati Uniti d'America stabilisce che " Tutte le competenze legislative qui previste saranno conferite a un Congresso degli Stati Uniti, composto da un Senato e da una Camera dei Rappresentanti " pertanto entrambe le camere hanno pari dignità nel processo legislativo il quale è obbligatoriamente (o necessariamente) bicamerale. Il sistema bicamerale perfetto statunitense adotta però alcune differenziazioni di prerogative tra le Camere, infatti:
Spetta solo al Senato degli Stati Uniti: 
- la funzione di autorizzare la ratifica dei trattati internazionali.
- la funzione di confermare o respingere la nomina di ambasciatori, giudici federali e altri alti ufficiali da parte del Presidente.
- scegliere il Vice Presidente degli Stati Uniti tra i primi due candidati in un'elezione, nel caso in cui nessuno dei tre riesca ad ottenere la maggioranza assoluta dei voti elettorali.

Spetta solo alla Camera dei Rappresentanti:
- l'introduzione di leggi che impongano maggiori o nuovi oneri alla finanza pubblica (le cosiddette leggi di spesa).
- l'inizio della procedura di impeachment per i pubblici ufficiali.
- scegliere il Presidente degli Stati Uniti tra i primi tre candidati in un'elezione, nel caso in cui nessuno dei tre riesca ad ottenere la maggioranza assoluta dei voti elettorali.

Tutte le leggi sono però approvate con bicameralismo perfetto tra Camera e Senato. Anche le leggi di spesa, nonostante possano essere introdotte solo alla Camera, necessitano dell'assenso di entrambe le Camere prima di potere entrare in vigore.

### Svizzera
In Svizzera il Parlamento (Assemblea Federale) è composto dal Consiglio Nazionale e dal Consiglio degli Stati. Sia il Consiglio Nazionale, che rappresenta la nazione nella sua interezza, che il Consiglio degli Stati, che rappresenta i singoli Cantoni, esercitano collettivamente il potere legislativo, approvando nello stesso testo le leggi federali.
Se il Consiglio nazionale e il Consiglio degli Stati non trovano l'accordo su un testo comune nel corso della prima trattazione, si avvia una procedura di appianamento delle divergenze, in cui l'oggetto viene palleggiato avanti e indietro da una camera all'altra. Se dopo tre passaggi non si raggiunge il consenso, entra in campo la conferenza di conciliazione.
Inoltre le Camere eleggono in seduta comune ogni quattro anni il governo della Svizzera e, ogni anno, il Presidente della Confederazione.

### Thailandia
Il Parlamento tailandese si compone della Camera dei Rappresentanti, eletta democraticamente, e del Senato, nominato dai vertici militari. 
Il sistema thailandese si fonda sul bicameralismo perfetto. Infatti le leggi, per poter entrare in vigore, devono essere approvate sia dal Senato che dalla Camera, ed il Primo Ministro é scelto dal Parlamento riunito in seduta comune.